# Escut de Tarroja de Segarra

Escut oficial de Tarroja de Segarra

L'escut oficial de Tarroja de Segarra té el següent blasonament:
Escut caironat: d'or, una torre de gules oberta acompanyada de dos cards de tres flors de gules. Per timbre, una corona mural de poble.
Va ser aprovat l'1 de juny de 1983. La torre roja és un senyal parlant referit al nom del poble, i està agafada de les armes del Tarroja (o Torroja), antics senyors del poble. Aquests es van emparentar amb els vescomtes de Cardona, que van esdevenir els nous senyors del lloc: els dos cards venen precisament de les armes parlants dels Cardona.

## Bandera
La bandera oficial de Tarroja de Segarra té la següent descripció:
Bandera de proporcions 2:3, groga, amb la torre vermella de porta i finestres grogues de l'escut, d'alçària 11/16 de la del drap i amplària ¼ de llargària del mateix drap, al centre; i amb els dos cards de tres flors vermells del mateix escut, cadascun de 5/16 de la del drap i amplària 1/6 de la llargària del mateix drap, equidistants de les voreres superior i inferior i posats dins el primer terç de la vora de l'asta, el primer, i a la mateixa distància de la del vol, el segon.
El Ple de l'Ajuntament del 4 de juny de 2010 va acordar l'aprovació inicial de la bandera del municipi, el qual fou publicat en el DOGC el 18 de juny del mateix any amb el número 5653. La bandera fou aprovada definitivament el 23 de desembre de 2010 i publicada en el DOGC el 17 de gener de l'any següent amb el número 5797.